# Álvaro Ampuero
Álvaro Ampuero (Lima, 25 de septiembre de 1992) es un futbolista peruano de ascendencia italiana. Juega de lateral izquierdo y su equipo actual es el Cusco F. C. de la Primera División del Perú.

## Biografía
Nació en Lima el 25 de septiembre de 1992, es el menor de los tres hijos de Mario César Ampuero y Marisa García-Rosell. Estudió primaria y secundaria en el Colegio de la Inmaculada (Lima), del que egresó en la Promoción 2009.

## Trayectoria

### Universitario de Deportes
Ampuero inició su carrera como futbolista en 2006 en las divisiones menores de la Universidad de San Martín de Porres. Al año siguiente llegó al Club de Regatas Lima y en 2008 pasó a las divisiones menores de Universitario de Deportes, donde jugó en el torneo de menores. Su logro más importante en esa instancia fue cuando en 2010, en la categoría sub-18, su equipo obtuvo el campeonato ante Alianza Lima, ganándole 3:0 y fue elegido el mejor jugador del partido. Formó parte del equipo de Universitario de Deportes sub-20 que conquistó la Copa Libertadores Sub-20 de 2011 realizada en el Perú.
Después de esa gran actuación, en donde le marcó un gol de tiro libre en la final a Boca Juniors, José Guillermo del Solar lo llamó para que forme parte del primer equipo. Su debut oficial se produjo el 1 de septiembre de 2011 en la victoria de Universitario por 2:1 sobre Deportivo Anzoátegui en la segunda fase de la Copa Sudamericana 2011 donde incluso anotó el primer gol de su club. Su primer gol en el torneo local lo marcó en la última fecha del campeonato ante el Unión Comercio, encuentro que terminó con derrota por 3:2. El 21 de agosto de 2012, firmó por cinco años con el Parma Football Club de Italia, aunque permaneció cedido en Universitario de Deportes hasta fin de año.

### Parma F. C.
Ampuero se incorporó a su nuevo club a finales de 2012. Su debut en el fútbol italiano se produjo el 8 de febrero de 2013 con el equipo de reservas del Parma, jugó todo el partido en la victoria de su club por 2:1 ante el Cagliari Calcio. En la Serie A, debutó el 17 de marzo en la caída de su escuadra por 2:0 ante la A. S. Roma. Tras permanecer durante cinco fechas sin ser tomado en cuenta por el técnico Roberto Donadoni, el 5 de mayo disputó su primer partido de la temporada como titular en la victoria por 2:0 sobre el Atalanta. En las últimas fechas del campeonato fue incluido con mayor regularidad en la plantilla y llegó a disputar tres encuentros más de la liga, dos de ellos de titular. Finalmente el equipo parmesano culminó en la décima posición con cuarenta y nueve puntos.

### Padova y Salernitana
En julio de 2013 fue cedido en préstamo por una temporada al Calcio Padova de la Serie B. Con el conjunto patavino debutó el 31 de agosto ante el Carpi F. C. Ampuero fue alineado como titular, sin embargo el encuentro fue suspendido al minuto 26 del primer tiempo debido a una falla en el sistema eléctrico del Estadio Alberto Braglia. El 31 de enero de 2014 fue cedido en préstamo al Unione Sportiva Salernitana de la Lega Pro Prima Divisione. Con el equipo salernitano debutó el 8 de febrero en el empate 1:1 ante L'Aquila Calcio. En su primera temporada con el Salernitana obtuvo su primer título italiano, la Copa Italia de la Lega Pro tras superar en la final al A. C. Monza por 2:1 en el marcador global. En la liga su club ocupó el noveno puesto con cuarenta y seis puntos, logrando la clasificación a la eliminatoria por el ascenso donde fueron eliminados en los cuartos de final por el Frosinone Calcio al caer por 2:0 en condición de visitante.

## Selección nacional
Ha sido internacional con la selección de fútbol del Perú en 9 ocasiones. Su debut se produjo el 21 de marzo de 2012, en un encuentro amistoso ante la selección de Chile que finalizó con marcador de 3:1 a favor de los chilenos.

## Estadísticas

### Clubes
| Club                             | Temporada           | Liga | Liga | Copas Nacionales * | Copas Nacionales * | Copas Internacionales ** | Copas Internacionales ** | Total | Total |
| Club                             | Temporada           | PJ   | G    | PJ                 | G                  | PJ                       | G                        | PJ    | G     |
| -------------------------------- | ------------------- | ---- | ---- | ------------------ | ------------------ | ------------------------ | ------------------------ | ----- | ----- |
| Universitario de Deportes · Perú | 2010                | 0    | 0    | 0                  | 0                  | 0                        | 0                        | 0     | 0     |
| Universitario de Deportes · Perú | 2011                | 6    | 1    | 0                  | 0                  | 5                        | 1                        | 11    | 2     |
| Universitario de Deportes · Perú | 2012                | 41   | 3    | 0                  | 0                  | 0                        | 0                        | 41    | 3     |
| Universitario de Deportes · Perú | Total               | 47   | 4    | 0                  | 0                  | 5                        | 1                        | 52    | 5     |
| Parma F. C. · Italia             | 2012-13             | 5    | 0    | 0                  | 0                  | 0                        | 0                        | 5     | 0     |
| Parma F. C. · Italia             | Total               | 5    | 0    | 0                  | 0                  | 0                        | 0                        | 5     | 0     |
| Calcio Padova · Italia           | 2013-14             | 9    | 0    | 0                  | 0                  | 0                        | 0                        | 9     | 0     |
| Calcio Padova · Italia           | Total               | 9    | 0    | 0                  | 0                  | 0                        | 0                        | 9     | 0     |
| U. S. Salernitana · Italia       | 2013-14             | 7    | 0    | 2                  | 0                  | 0                        | 0                        | 9     | 0     |
| U. S. Salernitana · Italia       | Total               | 7    | 0    | 2                  | 0                  | 0                        | 0                        | 9     | 0     |
| Universitario de Deportes · Perú | 2014                | 11   | 0    | 0                  | 0                  | 0                        | 0                        | 11    | 0     |
| Universitario de Deportes · Perú | 2015                | 6    | 0    | 6                  | 0                  | 1                        | 0                        | 13    | 0     |
| Universitario de Deportes · Perú | Total               | 17   | 0    | 6                  | 0                  | 1                        | 0                        | 24    | 0     |
| Universidad de San Martín · Perú | 2016                | 38   | 1    | 0                  | 0                  | 0                        | 0                        | 38    | 1     |
| Universidad de San Martín · Perú | 2017                | 31   | 1    | 0                  | 0                  | 0                        | 0                        | 31    | 1     |
| Universidad de San Martín · Perú | Total               | 69   | 2    | 0                  | 0                  | 0                        | 0                        | 69    | 2     |
| Deportivo Municipal · Perú       | 2018                | 41   | 1    | 0                  | 0                  | 0                        | 0                        | 41    | 1     |
| Deportivo Municipal · Perú       | 2019                | 7    | 0    | 0                  | 0                  | 1                        | 0                        | 8     | 0     |
| Deportivo Municipal · Perú       | Total               | 48   | 1    | 0                  | 0                  | 1                        | 0                        | 49    | 1     |
| Zira F. K. Azerbaiyán            | 2019-20             | 9    | 0    | 2                  | 0                  | 0                        | 0                        | 11    | 0     |
| Zira F. K. Azerbaiyán            | Total               | 9    | 0    | 2                  | 0                  | 0                        | 0                        | 11    | 0     |
| Universidad de San Martín · Perú | 2022                | 26   | 1    | 0                  | 0                  | 0                        | 0                        | 26    | 1     |
| Universidad de San Martín · Perú | Total               | 26   | 1    | 0                  | 0                  | 0                        | 0                        | 26    | 1     |
| Atlético Grau · Perú             | 2023                | 15   | 1    | 0                  | 0                  | 0                        | 0                        | 15    | 1     |
| Atlético Grau · Perú             | 2024                | 20   | 0    | 0                  | 0                  | 0                        | 0                        | 20    | 0     |
| Atlético Grau · Perú             | Total               | 35   | 1    | 0                  | 0                  | 0                        | 0                        | 35    | 1     |
| Cusco F. C. · Perú               | 2025                | 23   | 1    | 0                  | 0                  | 1                        | 0                        | 24    | 1     |
| Cusco F. C. · Perú               | Total               | 23   | 1    | 0                  | 0                  | 1                        | 0                        | 24    | 1     |
| Total en su carrera              | Total en su carrera | 286  | 10   | 10                 | 0                  | 8                        | 1                        | 304   | 11    |

- (*) Copa Italia de la Lega Pro y Torneo del Inca.
- (**) Copa Sudamericana.

### Selección nacional
| \| Fecha \| Ciudad \| Local \| Resultado \| Visitante \| Competencia \| Goles \| \| ---------- \| ------- \| ------------- \| --------- \| ----------------- \| -------------------------- \| ----- \| \| 21-03-2012 \| Arica \| Chile \| 3:1 \| Perú \| Amistoso \| 0 \| \| 11-04-2012 \| Tacna \| Perú \| 0:3 \| Chile \| Amistoso \| 0 \| \| 23-05-2012 \| Lima \| Perú \| 1:0 \| Nigeria \| Amistoso \| 0 \| \| 12-10-2012 \| La Paz \| Bolivia \| 1:1 \| Perú \| Clasificación Mundial 2014 \| 0 \| \| 14-11-2012 \| Houston \| Honduras \| 0:0 \| Perú \| Amistoso \| 0 \| \| 26-03-2013 \| Lima \| Perú \| 3:0 \| Trinidad y Tobago \| Amistoso \| 0 \| \| 01-06-2013 \| Panamá \| Panamá \| 1:2 \| Perú \| Amistoso \| 0 \| \| 07-06-2013 \| Lima \| Perú \| 1:0 \| Ecuador \| Clasificación Mundial 2014 \| 0 \| \| 14-08-2013 \| Suwon \| Corea del Sur \| 0:0 \| Perú \| Amistoso \| 0 \| \| Total \| \| Presencias \| 9 \| \| Goles \| 0 \| |         |               |           |                   |                            |       |
| Fecha | Ciudad  | Local         | Resultado | Visitante         | Competencia                | Goles |
| 21-03-2012 | Arica   | Chile         | 3:1       | Perú              | Amistoso                   | 0     |
| 11-04-2012 | Tacna   | Perú          | 0:3       | Chile             | Amistoso                   | 0     |
| 23-05-2012 | Lima    | Perú          | 1:0       | Nigeria           | Amistoso                   | 0     |
| 12-10-2012 | La Paz  | Bolivia       | 1:1       | Perú              | Clasificación Mundial 2014 | 0     |
| 14-11-2012 | Houston | Honduras      | 0:0       | Perú              | Amistoso                   | 0     |
| 26-03-2013 | Lima    | Perú          | 3:0       | Trinidad y Tobago | Amistoso                   | 0     |
| 01-06-2013 | Panamá  | Panamá        | 1:2       | Perú              | Amistoso                   | 0     |
| 07-06-2013 | Lima    | Perú          | 1:0       | Ecuador           | Clasificación Mundial 2014 | 0     |
| 14-08-2013 | Suwon   | Corea del Sur | 0:0       | Perú              | Amistoso                   | 0     |
| Total |         | Presencias    | 9         |                   | Goles                      | 0     |

### Resumen estadístico
| Competición           | Encuentros | Goles | Promedio |
| --------------------- | ---------- | ----- | -------- |
| Liga                  | 286        | 10    | 0,04     |
| Copas nacionales      | 10         | 0     | 0        |
| Copas internacionales | 8          | 1     | 0,13     |
| Selección del Perú    | 9          | 0     | 0        |
| Total                 | 313        | 11    | 0,04     |

## Palmarés

### Títulos nacionales
| Título                     | Club              | País   | Año     |
| -------------------------- | ----------------- | ------ | ------- |
| Copa Italia de la Lega Pro | U. S. Salernitana | Italia | 2013-14 |

### Títulos internacionales
| Título                   | Club                      | País | Año  |
| ------------------------ | ------------------------- | ---- | ---- |
| Copa Libertadores Sub-20 | Universitario de Deportes | Perú | 2011 |